# Тушкани
Тушкани су насељено место у саставу града Карловца, Карловачка жупанија, Република Хрватска.

## Историја
До територијалне реорганизације у Хрватској, налазили су се у саставу старе општине Карловац.

## Становништво
На попису становништва 2011. године, Тушкани су имали 216 становника.

## Попис1991.
На попису становништва 1991. године, насељено место Тушкани је имало 251 становника, следећег националног састава:
| Попис 1991.‍ | Попис 1991.‍ | Попис 1991.‍ | Попис 1991.‍ | Попис 1991.‍ |
| ----------- | ----------- | ----------- | ----------- | ----------- |
|             |             |             |             |             |
| Хрвати      | Хрвати      |             | 250         | 99,60%      |
| непознато   | непознато   |             | 1           | 0,39%       |
| укупно: 251 |             |             |             |             |